# Política do algodão

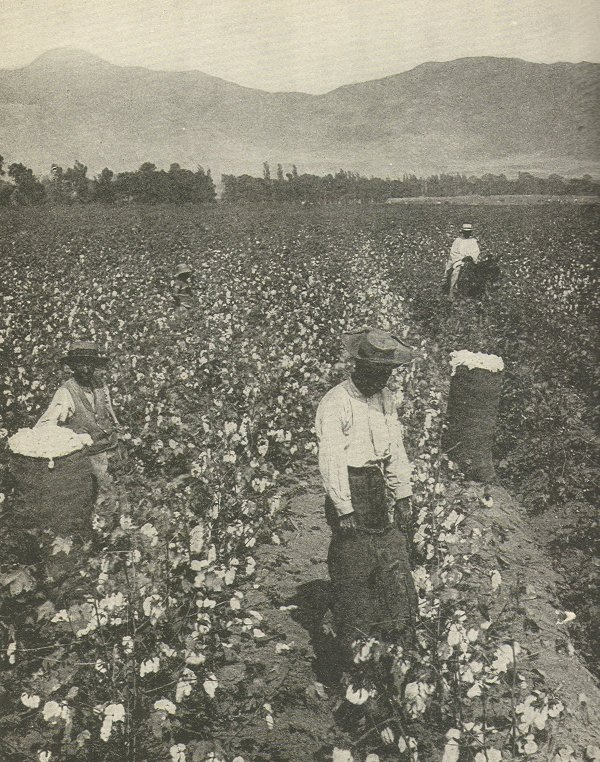
Plantação de algodão do século XX no sul dos EUA

A produção de algodão foi a primeira beneficiária da Revolução Industrial. A criação da descaroçadora por Eli Whitney, levou a um enorme crescimento do volume que podia ser tratado, e a invenção do tear elétrico industrializou a produção dos tecidos. As colônias britânicas da Índia e da América forneciam algodão não tratado para as cidades industriais de Lancashire e Yorkshire e, mesmo com a independência da América, os estados do sul continuavam a suprir grande parte da matéria-prima têxtil usada na Inglaterra. A importância econômica e política do algodão para os EUA refletiu-se na decisão dos estados confederados de usá-lo como moeda de troca durante a luta pelo
reconhecimento internacional, após a secessão em 1861. A estratégia falhou, pois durante a Guerra Civil a Grã-Bretanha voltou-se para a Índia em busca de seus recursos algodoeiros. O tecido britânico feito de algodão indiano era então reexportado para a Índia, em uma política que beneficiava os produtores britânicos e manteria a indústria têxtil indiana restrita até o final do século XIX.